# Omar al-Ghamdi
Omar al-Ghamdi, né le 11 avril 1979 à Belgershi, est un footballeur saoudien. Il joue au poste de milieu de terrain avec l'équipe d'Arabie saoudite et le club de Al Hilal Riyad. 

## Carrière

### En club
- Al Ittihad Djeddah -  Arabie saoudite
- 2000- : Al Hilal Riyad -  Arabie saoudite

### En équipe nationale
Al-Ghamdi participe à la coupe du monde 2006 avec l'équipe d'Arabie saoudite. 